# ليا غرونديغ
ليا غرونديغ (بالألمانية: Lea Grundig )‏ (و. 1906 – 1977 م) هي سياسية، ورسامة توضيحية، ورسامة، وأستاذة جامعية، ومصصمة جرافك من ألمانيا الشرقية، ولدت في درسدن، توفيت في البحر الأبيض المتوسط، عن عمر يناهز 71 عاماً.

## مناصب
تولت منصب عضو مجلس الشورى الموحد من ولاية سكسونيا.

## التعليم
تعلمت في Dresden Academy of Fine Arts ‏.

## جوائز
حصلت على جوائز منها:
- نيشان كارل ماركس
- الجائزة الوطنية لجمهورية ألمانيا الديمقراطية
- ميدالية كلارا زيتكين.